# ジョルジェ・ラキッチ
ジョルジェ・ラキッチ（セルビア語: Ђорђе Ракић, 英語: Đorđe Rakić, 1985年10月31日 - ）は、ユーゴスラビア（現・セルビア）・クラグイェヴァツ出身の元サッカー選手。現役時代のポジションはフォワード。

## 経歴
ベオグラードの小クラブでキャリアをスタート。20歳でセルビア・スーペルリーガに属するOFKベオグラードに移籍。運動量豊富なフォワードとしてレギュラーに定着する。2007年夏にオーストリア・ブンデスリーガに属するレッドブル・ザルツブルクへ移籍。同クラブでの試合出場10試合目となる2007年12月15日のSKシュトゥルム・グラーツ戦でオーストリア・ブンデスリーガでの初ゴールを記録した。しかしスタメンの座を得る事が出来ず、コー・アドリアーンセ監督のもと戦力外となった事から、2008年8月にセリエAに所属するレッジーナ・カルチョにレンタル移籍をした。2009年7月1日にレンタル期間満了により復帰。2009-10シーズンはアマチュアチームが主戦場となる。2010年2月にドイツ・ブンデスリーガ2部のTSV1860ミュンヘンへレンタル移籍。2010年8月からは完全移籍。2012年11月、負傷したアフォンソ・アウヴェスの代役として、カタール・スターズ・リーグに属するアル・ガラファと3ヶ月間の契約を結んだ。

## 代表歴
セルビアU-21代表に選出され、2006年にポルトガルで開催されたUEFA U-21欧州選手権と2007年にオランダで開催されたUEFA U-21欧州選手権にレギュラーとして出場、UEFA U-21欧州選手権2007では準優勝を果たしている。セルビアU-21代表及びセルビア・オリンピック代表での活躍によりヨーロッパの各クラブのスカウトの間でも名が知られるようになった。